# Fady Maalouf
Fady Maalouf (Zahlé; 20 de abril de 1979) es un cantante libanés con raíces alemanas que alcanzó popularidad después de quedar finalista en el programa “Deutschland sucht den Superstar” (DSDS), concurso para la búsqueda de jóvenes cantantes, de un canal de televisión privado alemán.

## Biografía
Fady Maalouf nació en el Líbano durante la guerra civil. Fue alcanzado por astillas de granadas dos veces por lo que tuvo que ser sometido a diversas operaciones. Pasó su infancia y juventud con su familia alternando entre un pueblo de Burdeos (Francia) y su patria al norte de Beirut.
Fady Maalouf acudió a un parvularion cristiano y formó parte en el coro infantil. A la edad de 17 años comenzó a actuar cómo cantante. Maalouf estudió diseño de modas en su país e hizo prácticas en la casa “Elie Saab”, renombrado diseñador libanés, dónde finalmente trabajó como asistente en el taller parisino del maestro.
Cuando en el 2006 se agraba nuevamente la situación política en Beirut, Fady Maalouf consigue por medio de su medio hermano alemán establecerse en Hamburgo, donde trabajó como barman. En el 2007 se calificó para el programa de televisión DSDS. Fady Maalouf fue a lo largo de todo el programa uno de los favoritos del público. Quedando en la gran final del 17 de mayo de 2008 en segundo lugar después de Thomas Godoj.
Su primer título Blessed, que fue producido expresamente para él por el famoso productor Alex Christensen y escrito de manos de los compositores Jörgen Elofsson y Peer Astrom, fue publicado el 4 de julio de 2008 (bajo contrato con la compañía Columbia, sucursal de Sony BMG) mucho antes de lo previsto por petición masiva de sus fanes.
El 25 de julio del mismo año aparece su primer álbum con el mismo título: Blessed. De este álbum resulta el desacoplamiento del título Show Me Your Love como segundo single, cuyo lanzamiento está previsto para el 14 de noviembre de 2008.

## Actuaciones en DSDS
| Mottoshow (fecha)                                               | Título                   | Intérprete original | Posición>       |
| --------------------------------------------------------------- | ------------------------ | ------------------- | --------------- |
| Top 15 Show: "Ahora o nunca" (8 de marzo de 2008)               | Home                     | Michael Bublé       | 2/15 con 8,55 % |
| Supertítulos (15 de marzo de 2008)                              | Helpless When She Smiles | Backstreet Boys     | 4/10 con 7,08 % |
| Títulos de Videoclips (22 de marzo de 2008)                     | She's Like The Wind      | Patrick Swayze      | 2/9 con 21,09 % |
| Mariah Carey y Take That (5 de abril de 2008)                   | Back For Good            | Take That           | 3/8 con 8,54 %  |
| Greatest Hits (12 de abril de 2008)                             | Your Song                | Elton John          | 3/7 con 13,91 % |
| Títulos de jurados (19 de abril de 2008)                        | We Have A Dream          | "DSDS"              | 3/6 con 12,98 % |
| Clásicos y baladas (26 de abril de 2008)                        | Never Gonna Give You Up  | Rick Astley         | 2/5 con 16,69 % |
| Clásicos y baladas (26 de abril de 2008)                        | All By Myself            | Eric Carmen         | 2/5 con 16,69 % |
| Alemania e Inglaterra (3 de mayo de 2008)                       | Und wenn ein Lied        | Söhne Mannheims     | 3/4 con 19,22 % |
| Alemania e Inglaterra (3 de mayo de 2008)                       | Breathe Easy             | Blue                | 3/4 con 19,22 % |
| Beatles, Number-One-Hits und Dedicated to …(10 de mayo de 2008) | You Raise Me Up          | Westlife            | 2/3 con 30,32 % |
| Beatles, Number-One-Hits und Dedicated to …(10 de mayo de 2008) | Yesterday                | The Beatles         | 2/3 con 30,32 % |
| Beatles, Number-One-Hits und Dedicated to …(10 de mayo de 2008) | Feelin' Good             | Michael Bublé       | 2/3 con 30,32 % |
| La Final (17 de mayo de 2008)                                   | Careless Whisper         | George Michael      | 2/2 con 37,80 % |
| La Final (17 de mayo de 2008)                                   | She's Like The Wind      | Patrick Swayze      | 2/2 con 37,80 % |
| La Final (17 de mayo de 2008)                                   | Blessed                  | Fady Maalouf        | 2/2 con 37,80 % |

## Discografía

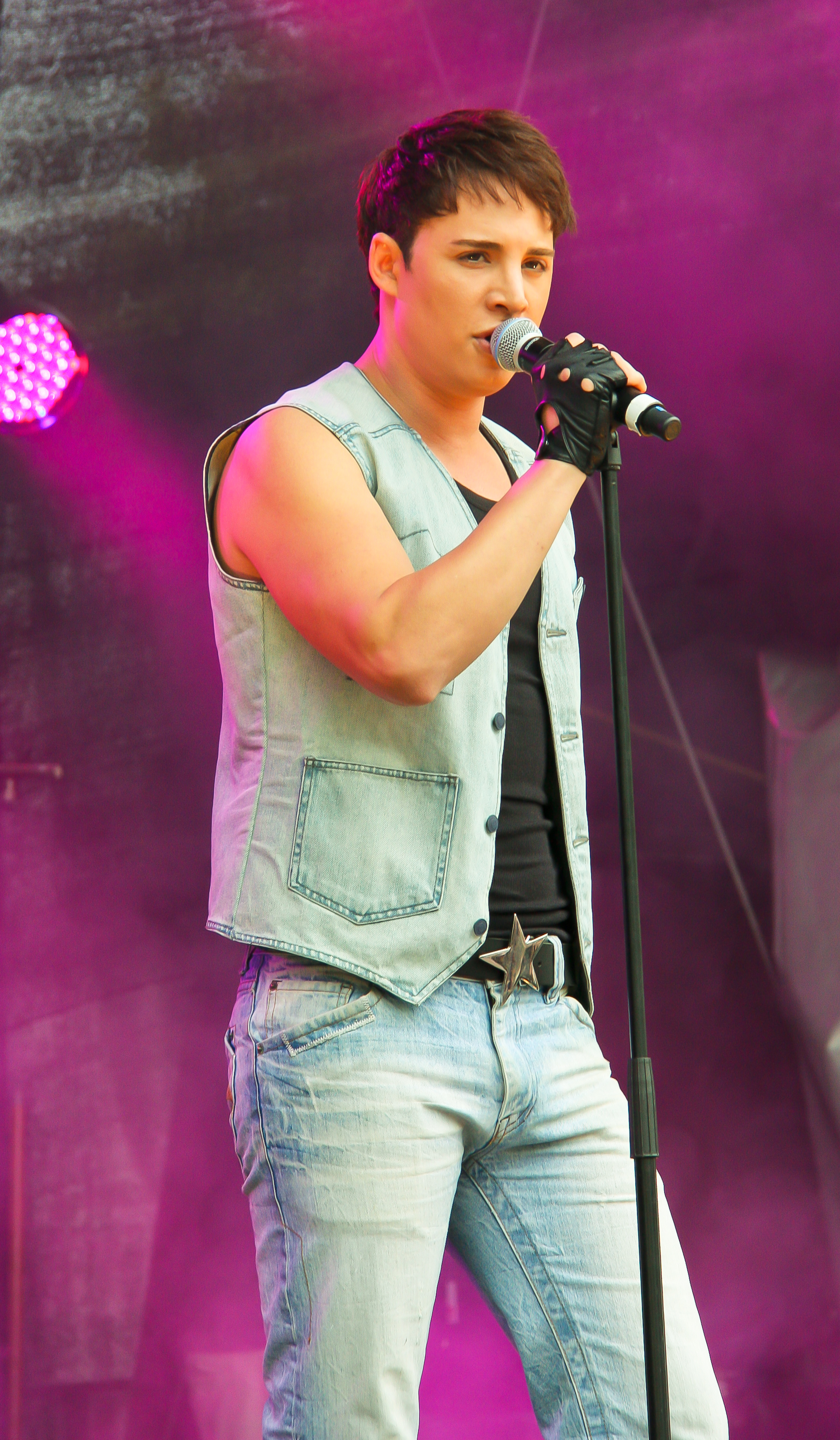
Fady Maalouf (2011)

### Álbumes
| Año  | Álbum          | Posición en listas | Posición en listas | Posición en listas |
| Año  | Álbum          | ALE                | AUT                | SUI                |
| ---- | -------------- | ------------------ | ------------------ | ------------------ |
| 2008 | Blessed        | 2                  | 7                  | 7                  |
| 2010 | Into the Light | 33                 | 42                 | -                  |
| 2012 | City of Gold   | -                  | -                  | -                  |

### EP
| Año  | Álbum  | Posición en listas | Posición en listas | Posición en listas |
| Año  | Álbum  | ALE                | AUT                | SUI                |
| ---- | ------ | ------------------ | ------------------ | ------------------ |
| 2017 | Indigo | -                  | -                  | -                  |

### Sencillos
| Año  | Título                                         | Posición en listas | Posición en listas | Posición en listas | Álbum               |
| Año  | Título                                         | ALE                | AUT                | SUI                | Álbum               |
| ---- | ---------------------------------------------- | ------------------ | ------------------ | ------------------ | ------------------- |
| 2008 | Blessed                                        | 2                  | 8                  | 11                 | Blessed             |
| 2008 | Amazed                                         | 26                 | 52                 | -                  | Blessed             |
| 2009 | Show Me Your Love                              | -                  | -                  | -                  | Blessed New edition |
| 2010 | Into the Light                                 | 44                 | 72                 | -                  | Into the Light      |
| 2012 | Neyla                                          | -                  | -                  | -                  | City of Gold        |
| 2012 | Wenn es still um uns wird... (con C'est Lena!) | -                  | -                  | -                  |                     |